# Honza málem králem
Honza málem králem je česká filmová pohádka žánru hudební komedie režiséra Bořivoje Zemana z roku 1977; v moderní formě pohádky Honza nečelí nadpřirozeným bytostem (strašidla, draci a čerti), ale lidské chamtivosti, hlouposti a dalším charakterovým vadám. Hlavní roli hloupého Honzy ztvárnil Jiří Korn.

## Děj
Honza řečený hloupý by se nejraději celý život válel v teple za pecí. Matka ho posílá do světa, kde na něj může čekat princezna a půl království; Honza s nevolí jde. Přestože je považován za hlupáka, svým ostrovtipem předčí každého. Převeze trhovkyni i lakomou hospodyni, které slíbí, že uvaří lahodnou sekyrkovou polévku. Hospodář Matěj jej zaměstná, nebude mu ovšem vyplácet mzdu v dukátech, nýbrž Honza může po odvedené práci sníst, co hrdlo ráčí. Na statku se blíže seznámí s líbeznou Maruškou, která mu padne do oka; ještě předtím ji zbavil neodbytného královského bubeníka, když mu nasadil na hlavu jeho buben. Marušce se Honza také líbí. K práci se staví poctivě a leckdy zdánlivě nemožné úkoly plní bez mrknutí oka.
V království panuje smutek, neboť princezna už řadu let nepromluvila ani slovíčko. Jeho výsost král slíbil její ruku a půl království tomu, kdo ji zbaví tohoto prokletí. Ale jelikož se to nikomu nezdařilo a všichni adepti přišli o hlavu, o další zájemce je velká nouze. Bubeník s velitelem vojska spřádají trestnou výpravu na Honzu, kterého pak naleznou na poli během senoseče. Nejprve si ho však spletou s hospodářem, který si zdříml pod košatou korunou listnatého stromu; překvapí hospodáře ve spánku a toho nemine výprask. Honza dá výpověď u sedláka a souhlasí, že se vydá s nimi na hrad, aby se pokusil vyléčit princeznu, ale cestou zbrojnošům uteče. Dá se do služby ke kováři-vdovci, kterému stůně dcera. Honza do pokoje pustí Slunce a vyžene odtud kmotru Smrt, to se děvčátku tuze líbí. Král je netrpělivý a když trestná výprava nepřivede Honzu, ale táhne truhlu plnou mincí, kterou uloupili loupežníkům, nařizuje bubeníkovi pátrací misi zopakovat. Varuje ho, že pokud se Honzovi nezdaří princeznu vyléčit, bude o hlavu kratší i on. Bubeník pak srší různými moudry a příslovími a všemožně se snaží vojáky během výpravy zdržovat. Honzu nakonec najdou na radu Smrtky u kováře a podaří se jim ho předvést před krále.
Honza pak skutečně přiměje princeznu k řeči, když ji s pomocí lsti políbí. Trucovitá šlechtična se rozčiluje, jak si obyčejný šupák může dovolit takovou drzost. Pomstí se mu tím, že před králem ze sebe nevydá ani hlásky, a král tak Honzovi neuvěří. Honza společně s bubeníkem propadne hrdlem, oba čekají v šatlavě na stětí mečem či sekerou. Před popravou se na hradě sejde veškerý lid. Honza má poslední přání odsouzence na smrt, a tak ohne princeznu přes koleno a naplácá jí. Pyšná princezna vřeští, co jí síly stačí. Po ostudném výprasku uteče do svých komnat. Král naopak jásá a dohodne se s Honzou na odměně. Tomu stačí plná truhla dukátů a kobyla s povozem. Cestou domů se mu truhlice převrhne a dukáty se z ní sypou na cestu. Sbírají je pilně vesničané a blahořečí mu; Honza ale s prázdnou nepřijíždí, ve světě nasbíral něco cennějšího, zkušenosti.

## Obsazení
| Jiří Korn            | Honza zvaný Hloupý (mluví Michal Pavlata) |
| Naďa Konvalinková    | Mařenka                                   |
| Marie Glázrová       | Honzova máma                              |
| Valerie Kaplanová    | kmotra s kosou                            |
| Josef Kemr           | královský bubeník                         |
| Zdeněk Dítě          | vojevůdce                                 |
| František Filipovský | král                                      |
| Jorga Kotrbová       | princezna                                 |
| Jan Skopeček         | člen královské rady                       |
| Slávka Budínová      | selka                                     |
| Petr Nárožný         | sedlák Matěj                              |
| Lubomír Kostelka     | chudý pocestný                            |
| Ivana Motyčková      | Anička, kovářova dcera                    |
| Adolf Filip          | kovář                                     |
| Lubomír Lipský       | loupežník s bradavicí                     |
| Bořivoj Navrátil     | vůdce loupežníků                          |
| Karel Effa           | loupežník s jizvou                        |
| Helena Růžičková     | trhovkyně                                 |
| Čestmír Řanda        | hospodský                                 |
| František Kovářík    | děda s károu                              |
| Vladimír Hlavatý     | chalupník s krávou                        |
| Arnošt Faltýnek      | švec                                      |
| Václav Lohniský      | košíkář                                   |
| Mirko Musil          | pachtýř                                   |
| Jiří Lír             | dvořan s bradkou                          |
| Oldřich Velen        | klíčník                                   |
| Vítězslav Černý      | žalářník / vesničan                       |
| Vladimír Švabík      | zbrojnoš                                  |
| Petr Skarke          | zbrojnoš                                  |
| Karel Hábl           | zbrojnoš                                  |
| Zdeněk Srstka        | zbrojnoš                                  |
| Karel Engel          | zbrojnoš                                  |
| Petr Jákl starší     | zbrojnoš                                  |
| Jaroslav Tomsa       | zbrojnoš                                  |
| Jindřich Sejk        | zbrojnoš                                  |
| Jaroslav Klenot      | zbrojnoš                                  |

## Tvůrci a štáb
- Režie: Bořivoj Zeman
- Námět a scénář: Oldřich Kautský, Bořivoj Zeman
- Dramaturg: Drahoslav Makovička
- Kamera: Ivan Šlapeta
- Vedoucí výroby: Jaroslav Prokop
- Hudba: Jiří Sternwald
- Nahrál: Filmový symfonický orchestr a Orchestr Václava Hybše (řídil Štěpán Koníček)
- Výtvarník dekorací: Oldřich Bosák
- Návrhy kostýmů: Jan Kropáček
- Zvuk: František Černý
- Střih: Josef Dobřichovský
- Vedoucí kostymérka: Zdenka Šnajderová
- Vedoucí výpravy: Ladislav Winkelhöfer
- Masky: Jiří Budín
- Pomocný režisér: Milan Jonáš
- Skript: Zdenka Barochová
- II. kameraman: Richard Valenta
- Asistent architekta: Michal Krška
- Zástupci vedoucího výroby: Jaroslav Vágner, František Jaderník

## Produkční a technické údaje
- Premiéra: 7. červenec 1977
- Výroba: Filmové studio Barrandov, © 1977
- Zpracovaly: Filmové laboratoře Barrandov
- Barva: barevný
- Jazyk: čeština
- Délka: cca 86 minut
- Formát obrazu: 1,66:1

## Citáty
„Dej mu výpověď, ať táhne!“ – hospodyně naléhá na hospodáře, ať vyžene Honzu poté, co spořádal celou husu
„Tak mu ji dej sama, ty motyko hloupá, jestli si troufáš!“ – hospodář
„A co buben? Co by to bylo za popravu bez víření bubnů.“ – strážce hladomorny
„Mluví. Jen ji nalož. A pořádně!“ – král